# Актеопан
Актеопан (исп. Acteopan) — город и муниципалитет в Мексике, входит в штат Пуэбла. Население — 2200 человек (на 2015 год).

## История
Город основан в 1895 году.